# The Fountain - L'albero della vita
The Fountain - L'albero della vita (The Fountain) è un film del 2006 diretto da Darren Aronofsky, presentato in concorso alla 63ª Mostra internazionale d'arte cinematografica di Venezia.

## Trama
Tomas Creo è un ricercatore in una clinica di studio del cancro al cervello.
La sua ricerca ha una motivazione universale per la medicina, ma anche personale: su di lui pesa la responsabilità verso la moglie malata per la quale Tomas combatte giorno e notte con grande amore nel tentativo di trovare una cura.
In continua lotta e relazione con la tematica della morte, la storia mescola realtà e fantasia psichedelica facendo scontrare in maniera quasi speculare il racconto epico scritto dalla moglie, l'ego razionale dello scienziato e la dura realtà.
In un contesto dove la trama principale perde man mano d'importanza col prosieguo della storia, l'unico personaggio del protagonista si scinde pian piano in tre per affrontare le sue sfide e riunirsi in uno subito dopo.
Il romantico conquistador, partorito dal libro della moglie, pronto a sacrificare tutto e tutti per salvare la sua amata; lo zelante monaco che mortificando il corpo in favore dell'anima si dedica con pazienza certosina al suo lavoro e l'uomo che deve affrontare ogni giorno cose più grandi di lui, si affrontano e si confrontano all'ombra dell'Albero della Vita: la mitica pianta opposta all'Albero della Conoscenza, di cui narrano le tradizioni religiose occidentali e Maya e che costituisce, nello stesso tempo, la vittoria e la resa davanti alla morte.
Su di loro Xibalba, stella morente e regno dei morti, dove la vita tocca il suo minimo e subito dopo il suo massimo in una continua rigenerazione.

## Produzione

### Sviluppo
Nel 2001 Darren Aronofsky propone a Warner Bros. e Village Roadshow di finanziare il suo nuovo film, basato su una sua storia originale. Inizialmente il film era stato scritto per fare di Brad Pitt l'attore principale dell'intera proiezione.
Nel giugno del 2002 però la casa di produzione americana contatta lo stesso regista comunicandogli che i continui costi del film non permettevano alla produzione di procedere con il progetto; l'unica alternativa rimasta alla Warner Bros. era attendere l'arrivo di un altro finanziatore per procedere con la produzione del film.
Eric Watson co-producer del progetto si è così interessato a diffondere la notizia dello sviluppo del film anche all'interno del circuito delle case di produzione minori, conquistando la New Regency, la quale colmò il gap creato dal disinteressamento al progetto da parte della Village Roadhsow.
Lo sviluppo del film terminò nell'ottobre del 2002 con un budget di 70milioni di $ grazie al doppio finanziamento di Warner Bros. e New Regency ma la data di inizio delle riprese cominciò a slittare a causa di continue rinunce da parte degli attori: Brad Pitt inizialmente non ha voluto partecipare alla produzione del film perché in quello stesso periodo stavano iniziando le riprese di Troy e quindi abbandonò il progetto anche se dispiaciuto, venne così contattato Russell Crowe ma anche lui declinò il progetto per prendere parte a Master and Commander; proprio a causa di questi continui ritardi nell'inizio delle riprese la Warner Bros. decide di sospendere lo sviluppo del film e quindi licenzia tutti gli attori assunti.
Nel febbraio del 2004 la Warner Bros. decide di sfruttare il lavoro fatto fino a quel momento e quindi chiama nuovamente Darren Aronofsky per terminare il lavoro svolto fino ad allora, il bilancio però sarà di soli 35000000 $, e viste le continue defezioni da parte degli attori scelti dalla produzione artistica, sarà proprio la Warner Bros. a scegliere l'attore principale; Hugh Jackman inizia così a studiare la parte di protagonista del film e propone Rachel Weisz come protagonista femminile della proiezione.
Entrambi gli attori non hanno mai avuto precedenti esperienze con il regista, ma si dimostrano molto interessati al progetto, tanto che gli stessi impiegano molte risorse personali per interpretare al meglio le situazioni presentate all'interno del film. Hugh Jackman ad esempio per 14 mesi prende lezioni di Tai Chi per riuscire a raggiungere la Posizione del Loto proposta più volte all'interno della pellicola; invece Rachel Weisz si concentra sulle esperienze dei malati terminali di tumore, spesso la stessa attrice farà fatica a gestire le emozioni che la vicenda la porterà a sopportare, come da sua stessa ammissione.

### Effetti speciali
All'interno del film sono presenti numerosissimi effetti speciali, soprattutto a cura di Jeremy Dawson e Dan Schrecker, i quali rendono merito alla completezza del film, soprattutto perché riescono a rendere alla perfezione il senso di immenso e di infinito che pervade buona parte delle immagini proposte all'interno della pellicola. Per riuscire a rendere al meglio l'idea che voleva esprimere Darren Aronofsky, hanno guardato più volte 2001: Odissea nello spazio di Stanley Kubrick cercando di riprodurre le stesse sensazioni riportate all'interno della pellicola.

## Accoglienza
Il film ha incassato un totale di quasi 16000000 $ ovvero più del doppio del precedente lavoro del regista, Requiem for a Dream.
Tuttavia, essendo costato più del doppio (35000000 $) si è rivelato un evidente flop al botteghino.

## Distribuzione

### Edizione italiana
The Fountain è stato distribuito in DVD, HD DVD e Blu Ray negli Stati Uniti il 15 maggio 2007, in Italia il DVD è uscito il giorno 26 febbraio 2008.
Darren Aronofsky avrebbe voluto incidere un commento del regista all'interno degli extra del DVD ma la Warner Bros. decise di procedere con la produzione del supporto senza la presenza dell'extra richiesto dal regista; proprio per questo motivo lo stesso regista decise di creare autonomamente un commento del regista alle immagini e renderlo scaricabile gratuitamente dal suo sito internet ufficiale .

## Slogan promozionali
- «What If You Could Live Forever?»
«E se potessi vivere per sempre?»